# Piedicastello
Piedicastello (in tridentino Pè de Castèl) è un quartiere dei più antichi e assieme al centro storico, è parte della circoscrizione amministrativa numero 12 della città di Trento. Esso si trova circondato dalla sponda destra del fiume Adige e ai piedi del Doss Trento.
Assieme a Cristo Re, San Martino, Solteri - Centochiavi, Spalliera e Vela forma la circoscrizione amministrativa numero 12 del comune di Trento.
Il suo nome deriva presumibilmente dalla sua posizione ai piedi del Verruca castellum, antico nome attribuito al Doss Trento.

## Storia
Piedicastello sorge sull'antica via per le valli Giudicarie e per Brescia. È stata abitata da una popolazione composta per lo più da barcaioli, pescatori, osti, lavandaie e carrettai.
Il quartiere storico subì delle cesure di notevole impatto a seguito della realizzazione della linea ferroviaria, la rettifica dell’Adige, l'insediamento di un noto cementificio, ed infine per la costruzione di circonvallazione e autostrada.
Per accedere al quartiere, dalla Torre Vanga si prosegue oltre il ponte di San Lorenzo sul fiume Adige. Tale ponte fu distrutto in un bombardamento aereo nel 1943 e ricostruito nel 1948 ad opera dell'architetto Maroni.

### Dalle origini all'età moderna

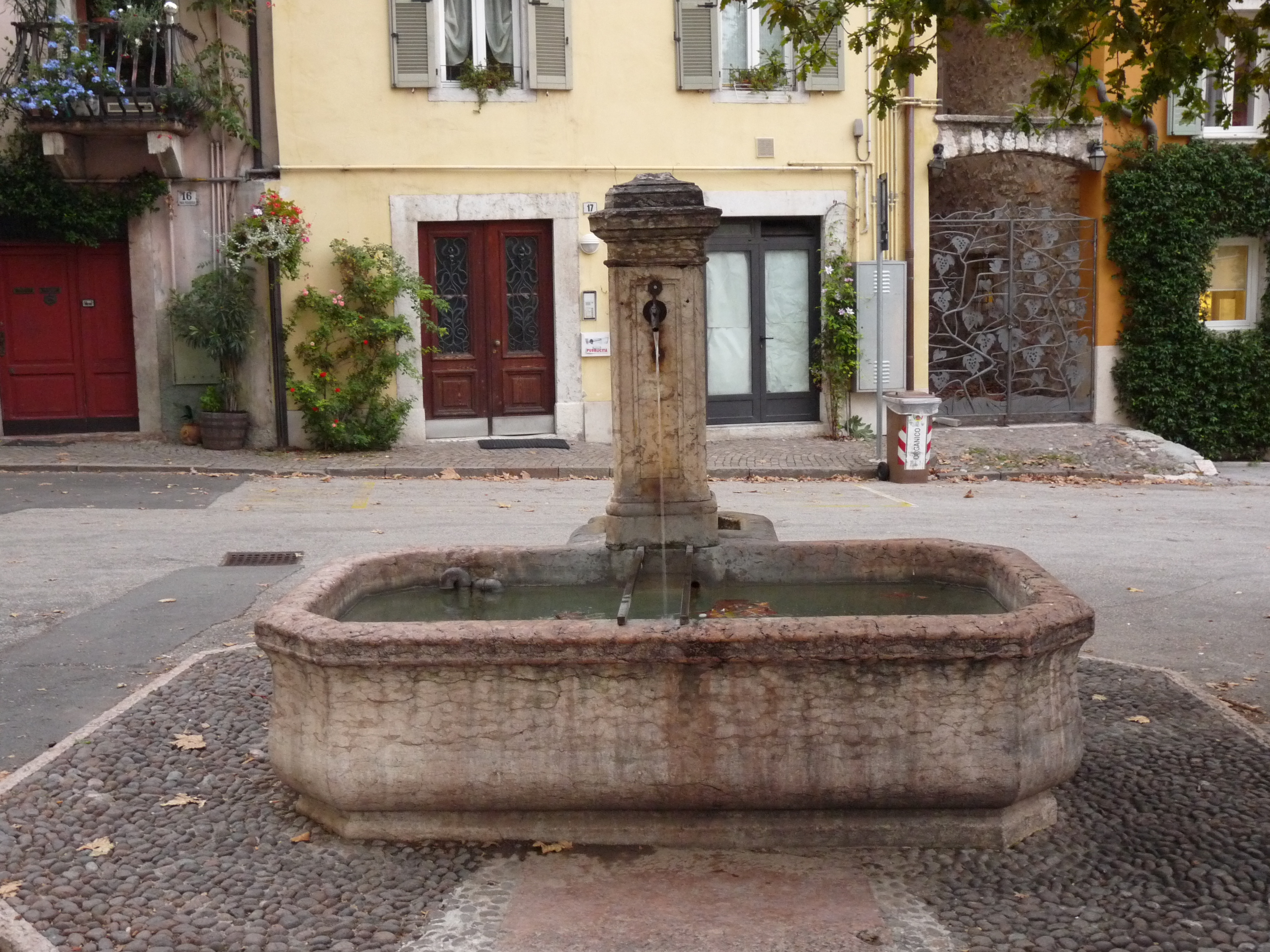
La fontana che si trova nella piazzetta centrale del quartiere

Dai numerosi manufatti rinvenuti nella zona si stima che i primi insediamenti siano risalenti nel periodo neolitico. Con l'arrivo dei Galli Cenomani, l'insediamento conobbe una prima forte espansione urbana, tanto da essere considerati i fondatori della città.
Con l'avanzata dei romani ebbero origine le fortificazioni sulle rive destra e sinistra dell'Adige al fine di contrastare le orde barbariche. La lapide di Marco Appuleio, risalente al 23 a.C. e murata nella lesena esterna della chiesa di Sant'Apollinare, fornisce una prima datazione storica della presenza romana.
In epoca medioevale, con il successivo sviluppo della città sul lato sinistro dell'Adige, il quartiere rimase fuori dalle mura e più soggetto ad incendi e saccheggi. Significativo l'incendio del 1703, a seguito dell'invasione del Trentino del generale Luigi Giuseppe di Borbone-Vendôme nel corso della guerra di successione spagnola.
Nel 1845 con l'apertura della nuova strada verso le valli Giudicarie attraverso il "Bus de Vela" il quartiere conobbe un nuovo impulso commerciale. Caratteristica è la fontana al centro della piazza usata per abbeverare gli armenti usati dai commercianti di passaggio.

### XX secolo

#### Case operaie
Nel quartiere, in particolare in via Verruca e via Papiria, sorgono le case operaie la cui costruzione risale alla fine del XIX secolo ad opera dell'imprenditore e politico Paolo Oss Mazzurana, ispirandosi al Nuovo quartiere operaio di Schio voluto da Alessandro Rossi. Mancano però investimenti privati, e anche il consiglio comunale si mostra contrario ad un finanziamento diretto: è quindi Paolo Oss Mazzurana stesso a finanziare personalmente la costruzione di 10 case (provocando qualche dubbio sulla legittimità dell'operazione), che verranno poi vendute a basso prezzo alla Società di Mutuo Soccorso dai suoi figli dopo la sua morte.
Nel 1900 era stata prospettata all'amministrazione comunale la costruzione di ulteriori alloggi contestualmente alla costruzione del cementificio. Progetto che non trovò piena realizzazione anche a causa delle influenze politiche delle quali godeva l'industriale Frizzera.
Ad oggi le case sono ancora utilizzate ad uso abitativo. Un edificio abbandonato è stato invece assegnato dal comune al centro sociale Bruno, in quale si è occupato di riqualificarlo per svolgere attività culturali e sociali.

#### Ex-Italcementi

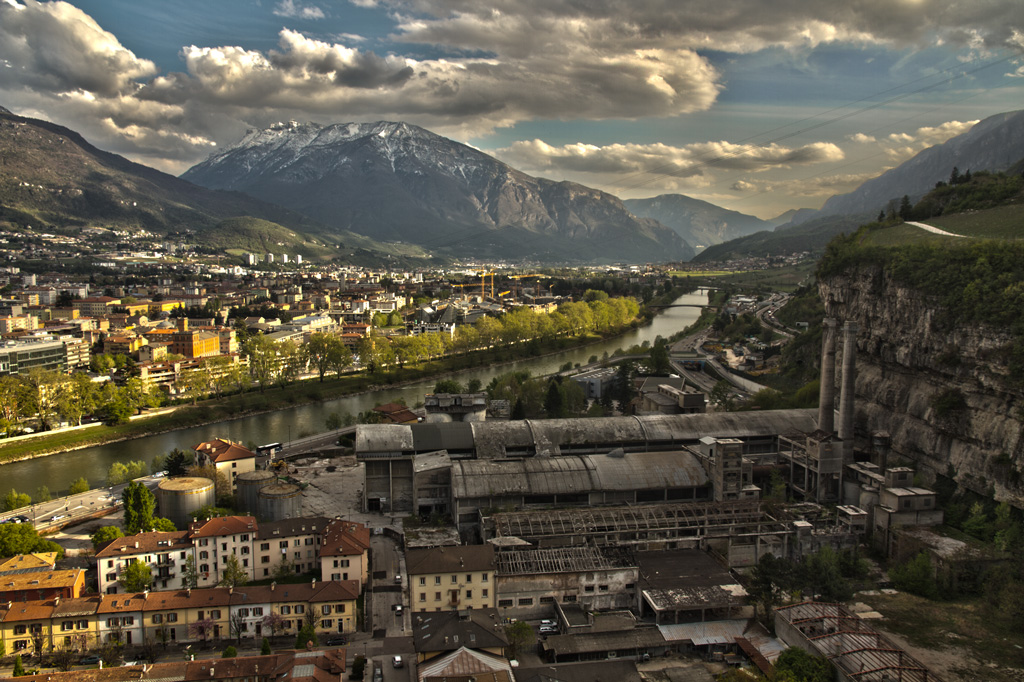
Complesso Italcementi e quartiere operaio

Il cementificio oggi conosciuto come "ex-italcementi" e denominato all'epoca "Prima fabbrica trentina di Cemento Portland Domenico Frizzera" sorge all'inizio del 1900 ad opera dell'industriale Domenico Frizzera. Egli avvia la costruzione di un complesso industriale per la produzione di laterizi e cemento Portland.
Data la forte crescita edilizia di inizio secolo e la carenza di una produzione locale di cemento, il progetto incontra da subito il favore dell'amministrazione cittadina. Il cementificio, grazie al successo dell'industria trentina dal 1906, si rivela essere già prima di entrare a regime nel 1910 un'opera di sicuro successo.
Allo scoppio della prima guerra mondiale la produzione si trova bruscamente interrotta e con la morte dell'industriale nel 1919 l'azienda viene posta in liquidazione. Viene successivamente acquistata dalla "Società italiana e società anonima calci e cementi" di Bergamo (dal 1927 Italcementi).
A seguito della chiusura dell'impianto, nel 2013 l'area viene demolita e parzialmente bonificata. La bonifica viene completata nel 2018. Oggigiorno rimangono solamente le due ciminiere.

#### Tangenziale
Negli anni settanta il quartiere viene pesantemente impattato dalla costruzione della tangenziale e dei tunnel sotto il doss Trento.  Fin dall'inizio dei lavori e per tutta la sua esistenza l'opera incontra forti proteste da parte degli abitanti.
Nel 2007 la tangenziale viene deviata, liberando il quartiere dal traffico. Le gallerie originarie vengono mantenute ed oggi ospitano l'area espositiva delle gallerie di Piedicastello. Infine nell'aprile 2017 iniziano i lavori per il ripristino dell'area urbana del quartiere. L'11 novembre 2018 si celebra la fine dei lavori con l'inaugurazione dell'attuale piazza.

## Monumenti e luoghi di interesse

### Architetture religiose

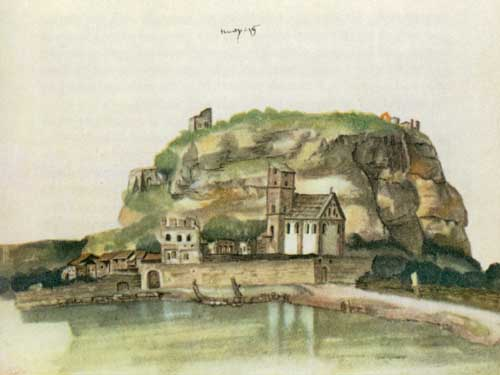
Acquarello di Albrecht Durer

- Chiesa di Sant'Apollinare - eretta nel XIII secolo è dedicata al vescovo di Ravenna del V secolo e ciò fa presupporre origini molto più antiche. Si presenta estremamente slanciata verso l'alto, con un tetto spiovente di gusto tipicamente nordico con copertura a scandole (piccole assi in legno). Nel 1183 il pontefice Lucio III decise che la vicina chiesa di San Lorenzo prendesse in custodia questa chiesa: ecclesiam sancti Apollinaris cum capellis suis et pertinentiis.[9]
- La canonica posta a fianco della chiesa fu per anni luogo di residenza per gli abati benedettini locali e non. Essa rappresenta un raro esempio di edificio del XIII secolo. Al suo interno sono conservati alcuni dipinti pregiati, come ad esempio, un'opera di Paolo Naurizio dove sono raffigurati i santi Giacomo, Sebastiano, Rocco e Antonio abate e un'altra ad opera di Giacomo Micheli dove è ritratta la Sacra Famiglia.[10]
- Il raccolto e piccolo cimitero che si trova sul sagrato della chiesa contiene al suo interno alcune lapidi ottocentesche di cui una in posizione elevata, eretta dello scultore Werner, dove è custodito il pittore Giacomo Micheli.[10]

### Architetture militari
- A nord del quartiere si trova il Doss Trento, una piccola collina boschiva soggetta fin dai tempi romani a varie costruzioni a difesa della città di Trento. Su di essa oggi è visibile il mausoleo di Cesare Battisti.
- Nei pressi dell'Adige si colloca il muro romano di villa Graffer (che poi diventò di Zadra). Tale opera venne edificata al di sopra di un muro di epoca tardo-romana con lo scopo preciso di connettere il Doss Trento al fiume Adige. Fu in seguito alzato ai tempi delle invasioni barbariche, ed infine semi-distrutto agli inizi del XIV secolo per attingere materiale per la ricostruzione della chiesa.[10]

### Altro
- Alla base del Doss di Trento sorge villa Graffer e il suo annesso giardino, da dove sono visibiili alcuni resti storici risalenti alla prima guerra mondiale e piante provenienti dal mar Mediterraneo.[10]
- Centro nevralgico è indubbiamente la piccola piazza che coinvolge le più antiche abitazioni del quartiere. Al centro di essa si trova una fontana risalente all'XVIII secolo.[10]

## Cultura

### Musei
- Le gallerie di Piedicastello erano attraversate dalla strada tangenziale cittadina; dopo la modifica del tracciato, dal 2009 sono diventate uno spazio espositivo facente parte del Museo storico del Trentino. Le due gallerie sono denominate l'una bianca e l'altra nera.[10]
- Il museo nazionale storico degli Alpini nato con il principale scopo di raccogliere la maggior parte della storia del corpo militare degli Alpini.[11]
- Il mausoleo di Cesare Battisti, progettato dall'architetto Ettore Fagiuoli nel 1935 ed inaugurato il 26 maggio di quell'anno alla presenza di Vittorio Emanuele III e di Achille Starace, con la traslazione del Caduto dal cimitero di Trento.[12][13]

### Cultura e spettacolo
- Il teatro Portland[14]
- Il Centro sociale Bruno[15]